# 穆罕默德·埃基吉
穆罕默德·埃基吉（土耳其語：Mehmet Ekici，1990年3月25日—）是一名土耳其裔的德国足球运动员，司职中场，现效力于土超球會費倫巴治。

## 生涯

### 俱乐部生涯
埃基奇在1997年由原效力的翁特哈兴青训营转投拜仁慕尼黑青训营。至2007/08赛季，他共参加了9个赛季的地区联赛比赛。埃基奇首次在拜仁二队亮相及丙级联赛的首秀是在他将满18周岁生日的五天前，于2008年5月20日第23轮拜仁二队在主场以1比1战平埃尔维斯贝格的比赛中，他作为首发出场。
在2008/09赛季前，埃基奇被时任拜仁主帅的尤尔根·克林斯曼召入一线队大名单参加于2008年7月23日举行的德国超级杯比赛，并得以在比赛的第71分钟替换哈米德·阿尔滕托普出场，2分钟后埃基奇便接托尼·克罗斯的助攻射入1球，但球队最终仍以1比2负于多特蒙德。
在2008/09赛季中新创建的丙级联赛中，埃基奇共为拜仁二队出战32场并取得6粒入球，俱乐部还先后为他注册了2008/09赛季和2009/10赛季的欧洲冠军联赛的参赛资格。埃基奇参加的首场正式职业比赛是在2008年7月27日德丙联赛的首轮拜仁二队在主场以2比1战胜柏林联盟的比赛中，他首发出场并在第76分钟攻入球队的第2粒进球。
在2009/10赛季的冬歇期，埃基奇随拜仁一线队参加了在迪拜的集训。2010年2月1日，拜仁俱乐部宣布与埃基奇签下为期1年半（至2011年6月30日止）的职业合同，并将其提拔至一线队，跟随主教练路易斯·范加尔训练，这也粉碎了此前拜仁俱乐部考虑将他转让至科隆的传言。

### 国家队生涯
为了备战2007年在韩国举行的世界少年足球錦標賽中，埃基奇入选了德国17岁以下国家足球队（德国U-17）。但当时他仅在2007年8月26日进行的最后一场小组赛出场，帮助德国以5比0战胜特立尼达和多巴哥。在此之前，埃基奇也曾两次代表德国U-17队出战，分别是2007年7月20日以1比3负于美国及同年7月28日以2比0战胜多哥的比赛中。
在德国18岁以下国家足球队（德国U-18）中，埃基奇仅出战过1场，却取得了2粒入球，那是2007年9月25日，德国U-18在埃默尔斯豪森以3比1战胜卢旺达的比赛中。
2009年10月9日，埃基奇首次代表德国20岁以下国家足球队（德国U-20）出战，在索洛图恩以2比3不敌瑞士。在2010年3月2日，埃基奇在这个级别参加的第4场比赛中攻入首粒入球，帮助德国U-20队在柏林以1比1战平瑞士。

## 荣誉
- 世界少年足球锦标赛季军：2007年；
- 德甲联赛冠军：2010年；
- 德国杯冠军：2010年；